# San José Poaquil
San José Poaquil est une ville du Guatemala dans le département de Chimaltenango.